# Campeonato Mundial de Piragüismo en Eslalon de 2027
El XLVI Campeonato Mundial de Piragüismo en Eslalon se celebrará en Seo de Urgel (España) en el año 2027 bajo la organización de la Federación Internacional de Piragüismo (ICF) y la Federación Española de Piragüismo.
Las competiciones se realizarán en el canal de piragüismo en eslalon del Parque Olímpico del Segre.